# Alan Broadbent
Alan Leonard Broadbent MNZM (Auckland, 23 de abril de 1947) é um músico de jazz, pianista, arranjador e compositor neozelandês, conhecido por seu trabalho com artistas como, Charlie Haden, Woody Herman, Chet Baker, Irene Kral, Sheila Jordan, Natalie Cole, Warne Marsh, Bud Shank, entre outros.